# 南投黄肉楠
南投黄肉楠（学名：Actinodaphne nantoensis）为樟科黄肉楠属下的一个种。

## 扩展阅读
維基物種上的相關：南投黄肉楠